# Julie Sitte
Julia Johanna „Julie“ Sitte (* 22. Oktober 1881 in Langenzersdorf; † 3. September 1959 in Wien) war eine österreichische Keramikerin. Sie war unter anderem gestalterisch für die Produktionsgemeinschaft Wiener Werkstätte tätig.

## Leben und Werk
Julia (Julie) Sitte wurde als erste Tochter von Eugen und Julie Sitte geboren. Ihre jüngere Schwester Olga Sitte war ebenfalls als Keramikerin tätig und beide arbeiteten zeitweise gemeinsam in einem Atelier in Wien.
Ihre künstlerische Ausbildung begann Julie Sitte an einer privaten Malschule, die von der Malerin Marie Chaloupek geleitet wurde. Danach studierte sie von 1906 bis 1913 an der Wiener Kunstgewerbeschule und besuchte Kurse der Dozenten Michael Powolny, Berthold Löffler und Franz Metzner. Im Jahr 1911 erhielt Julie Sitte ein Stipendium zur Förderung ihrer Arbeit an der Kunstgewerbeschule. Insgesamt wurde sie besonders für ihre Figuren und Gefäße aus Keramik geschätzt. So übernahm die Wiener Werkstätte im Jahr 1912 ihren Entwurf einer Vase aus Studienzeiten an der Kunstgewerbeschule und 1919 eine ihrer keramischen Reiterdarstellungen mit Hunden.
Julie Sitte war Mitglied des Österreichischen Werkbundes und der Vereinigung bildender Künstlerinnen Österreichs. Neben ihrer Tätigkeit für die Wiener Werkstätte fertigte sie im Laufe ihrer Karriere auch Entwürfe für die Keramik-Manufaktur und Ofenfabrik Sommerhuber in Steyr sowie die Keramische Werksgenossenschaft Wien an.

## Ausstellungen und Rezeption (Auswahl)
Schon während ihres Studiums an der Kunstgewerbeschule wurde Julie Sitte in der Zeitschrift Kunst und Kunsthandwerk mit einer ihrer Darstellung zweier Distelfinken aus rotem Ton erwähnt. In den folgenden Jahren ihrer Schaffenszeit wurden ihre Werke im Rahmen unterschiedlicher Ausstellungen präsentiert:
- 1911: Ausstellung des Sonderkurses für Keramik und Email[9]

- 1911–1912: Winterausstellung des Museum für Kunst und Industrie[10]

- 1912: Frühjahrsausstellung des österreichischen Kunstgewerbes[3]

- 1914: Weihnachtsausstellung des Österreichischen Werkbundes (ÖWB)[3]

- 1914: Ausstellung des Deutschen Werkbundes in Köln. Platzierung im Österreichischen Haus, Präsentation als Kleinplastikerin, Raum 8 & 9 zum Thema Glas und Keramik[11]

- 1916–1917: Ausstellung der Vereinigung bildender Künstlerinnen Österreichs (VBKÖ)[3]

- 1917: Österrikiska Konstutställningen in Stockholm, Schweden[3]

## Werke (Auswahl)
- Leuchterkranz und zwei Distelfinken[12], Glasierte Keramik, 1911/1912, signiert mit J.Sitte
- Krippe[13], Keramik mit Sockel, 1941, mit Signatur, in Klosterstiftung Neuburg
- Kachelofen nach Entwürfen Julie Sittes[14], Untersatzkarton mit Silbergelatineabzug, vor 1913, Keramik-Manufaktur Sommerhuber Steyr, im MAK – Museum für angewandte Kunst Wien
- Tafeldekoration, Glasierte Keramik, um 1910, im Bröhan-Museum Berlin